# Tornyospálca
Tornyospálca är en ort i Ungern.   Den ligger i provinsen Szabolcs-Szatmár-Bereg, i den nordöstra delen av landet, 250 km öster om huvudstaden Budapest. Tornyospálca ligger 107 meter över havet och antalet invånare är 2 725.
Terrängen runt Tornyospálca är mycket platt. Runt Tornyospálca är det ganska tätbefolkat, med 86 invånare per kvadratkilometer. Närmaste större samhälle är Kisvárda, 9,2 km sydväst om Tornyospálca. Omgivningarna runt Tornyospálca är en mosaik av jordbruksmark och naturlig växtlighet.